# ベランカ 77-140
ベランカ 77-140
- 用途：爆撃機
- 製造者：ベランカ
- 運用者：コロンビア空軍
- 初飛行：1934年

ベランカ 77-140 ボマー（Bellanca 77-140 Bomber）は、1930年代に少数が生産されたアメリカ合衆国の爆撃機である。本機はベランカ社の成功作であった民間輸送機のエアクルーザーからの派生型であったが、エアクルーザーが機首に1基の星型エンジンを搭載していたのに対して本機は上翼に2基のエンジンを搭載していた。アメリカ合衆国の軍部はこの機体に興味を示さなかったが、コロンビア空軍が77-320 ジュニアと命名された水上機型を含む少数を購入した。この水上機型は陸上機型の77-140が開放式の機首銃座を備えていたのに代わって完全密閉式の機首銃座を備えていた。

## 要目 (77-140)

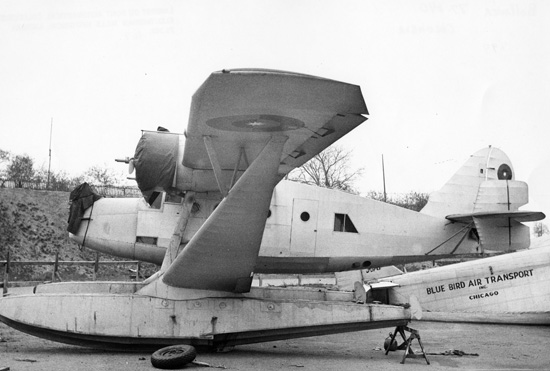
コロンビア空軍の77-320 水上機

諸元
- 乗員: 2（パイロット、銃手）
- 全長: 12.20 m （40 ft）
- 全高: 4.26 m （14 ft）
- 翼幅: 23.48 m（77 ft）
- 翼面積: 12.0 m2 （129 ft2）
- 運用時重量: 5,560 kg （12,250 lb）
- 動力: ライト R-1820 空冷 星型エンジン、485 kW （650 hp）   × 2

性能
- 最大速度: 290 km/h  180 mph
- 航続距離: 1,120 km  700 mi
- 実用上昇限度: 6,100 m （20,000 ft）

武装
- 固定武装: 2 × .30 口径 機関銃
- 爆弾: 2,200 lb (1,000 kg)

## 運用
コロンビア
- コロンビア空軍